# 列霞·烏克蘭卡雅爾達博物館
烏克蘭作家和詩人列霞·烏克蘭卡在克里米亞雅爾達住宿两年，事後為她建立了雅爾達列霞·烏克蘭卡博物館（烏克蘭語：Музей Лесі Українки в Ялті）。

## 建築物
博物館位於雅爾達卡特琳因斯卡街8號（烏克蘭語：8, вул. Катерининська）的一幢別墅（烏克蘭語：дачі Ліщинського）內。別墅由一名雅爾達建築師普拉頓·特雷貝尼耶夫（烏克蘭語：Платон Теребеньєв）於1884至1885年建造。靠近海邊價格便宜，烏克蘭卡很喜歡。她先在一樓定居下來，後來又移到二樓。在她的信中，作者對她的臨時住所的描述如下：
今天我寫信給我爸爸，講一下我的新家：就在那裡，就在二樓。在冬天，人家不住在一樓，也是對的，因為這裡冬天時花園整也是綠色的，因此底樓總是有陰涼處，這在夏天非常好，但在冬天它消散濕度。在我一點“軍事狡猾”的説服下，我的房東太太以 15 塊錢的價格租給我了這所房子，儘管如此我親自可以看到，根據當地習俗它值 20 塊錢。 房子有一面對西一面對東的兩扇非膠接複式窗戶（……）、一張帶彈簧的床、一張沙發、一把大扶手椅（而且沒有撕裂！）、兩張桌子，一個衣櫃，（……），一個洗臉盆，“就像在車站一樣”，（……）。門開向一個大玻璃磚門廊，其一半是我的，一半是鄰居的，一位（……）女士，有 Лариса（15歲）和 Вітя（10歲）兩個孩子。——列霞·烏克蘭卡，信函
在雅爾達時，烏克蘭卡在當地報紙上刊登了廣告：
懂6門語言，目前在城内尋找事業。——列霞·烏克蘭卡
之後，她找到了兩位學生，特來到她別墅上課。女詩人與她一位學生（烏克蘭語：Льоні Разумов）的家人有著非常溫暖的關係。
烏克蘭卡也關照了城市閱覽室補充烏克蘭語書籍，例如要求過母親將塔拉斯·舍甫琴科的【Кобзар】寄到圖書管理員的地址，
因為人們經常要求它。——列霞·烏克蘭卡

## 創建史
1970年代初出現了雅爾達創建列霞·烏克蘭卡博物館的倡議小組，即是詩人誕辰100周年紀念日時代。份子為詩人作品的基輔崇拜者、雅爾達知識份子、當地歷史學家及藝術家。特別是，該小組的成員包括：（烏克蘭語）
- （釀酒師兼科學家、烏克蘭卡前學生）、
- （基輔小組爲首、人權鬥士、90年代的政治家）、
- （演員）、

由於它們的努力：
- 豎立了詩人紀念碑（雕塑家：Галина Кальченко，建築師：Анатолій Ігнащенко）、
- 在詩人1897年的居住房子上安裝了一塊紀念牌匾、
- 開始收集展品。

由於1970年代蘇聯對知識階層的迫害，博物館的工作暫時暫停。
1991年，慶祝詩人誕辰120周年，【列霞·烏克蘭卡和克里米亞】展覽開幕。

## 烏克蘭獨立后
1993年9月10日，由於烏克蘭婦女聯盟的雅爾達分支《Prosvita》協會的壓力和公眾的壓力克服了官員的阻力，雅爾達市執行委員會決定授予所展覽為【列霞·烏克蘭卡博物館】的身份。
2010年10月21日，烏克蘭最高拉達建議烏克蘭內閣採取措施確保修復雅爾達烏克蘭卡博物館。
俄佔領克里米亞后，博物館二樓被迫關閉。

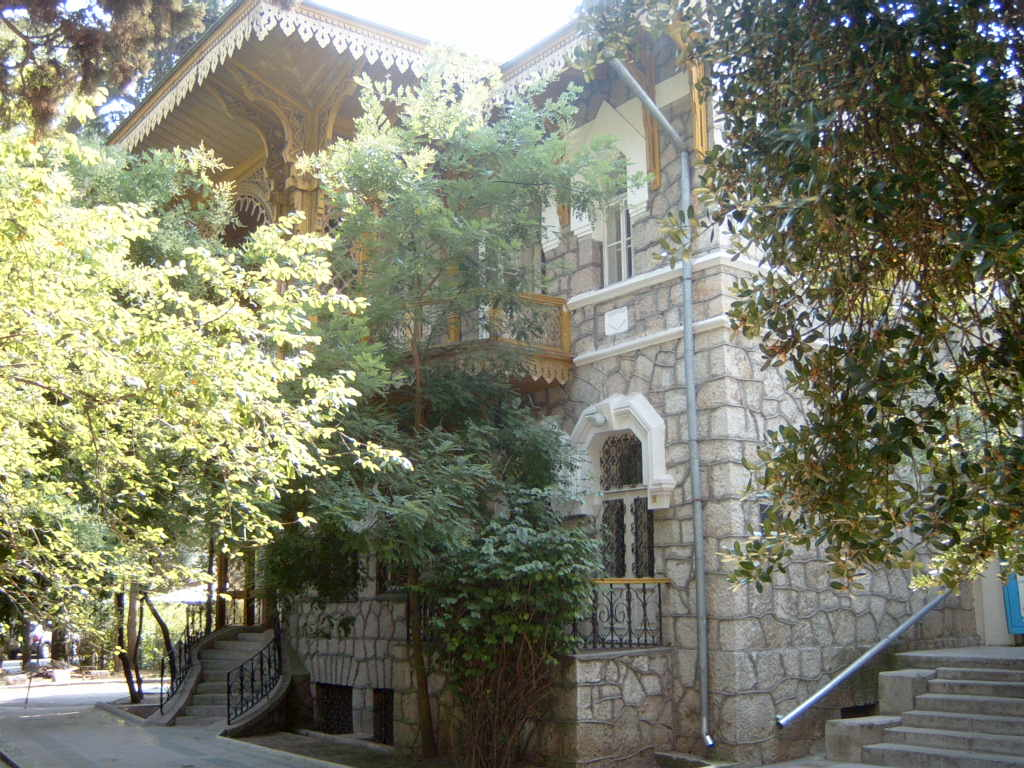
博物館
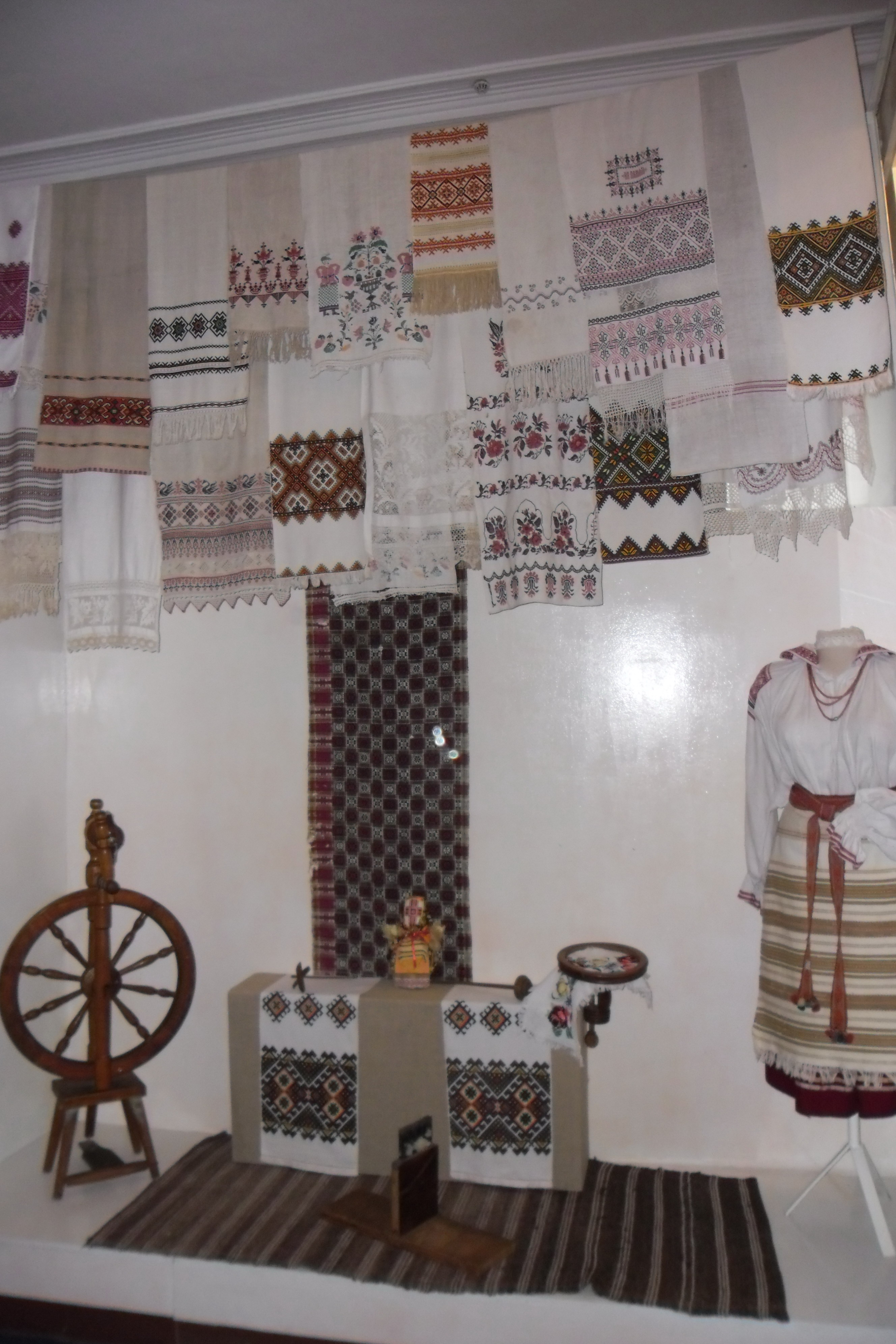
博物馆展览